# Даниел Моралес
Даниел Алешандре Моралес Батажело (на португалски: Daniel Alexandre Morales Batagello, изговор на португалски Даниел Алишандри Муралиш Батажелу) е бивш бразилски футболист.

## Кариера
Започва кариерата си в бразилските Куритиба и Сао Каетано, а българските отбори, в които играе, са ПФК Нафтекс (Бургас), ПФК Локомотив (Пловдив) и ПФК Черно море (Варна), ПФК Спартак (Варна) и ПФК Локомотив (Мездра). През януари 2007 преминава в ПФК ЦСКА (София). През 2007 г. е играч отново на ПФК Локомотив (Пловдив). Малко преди началото на пролетния сезон на 2008 г., минава в редиците на ПФК Спартак (Варна). Година по-късно се присъединява към ПФК Локомотив (Мездра), където играе за кратко. От 2010 г. до 2011 г. е скаут в Черноморец (Бургас). От пролетта на 2013 г. е треньор в Академия Литекс.
Има италиански паспорт, а от 2009 г. и български. Основава детска школа „Дани Моралес“ в Бургас през есента на 2010 г.
На 29 ноември 2016 г. се присъединява към тима на ЦСКА като помощник-треньор в щаба на треньора Стамен Белчев. Напуска клуба заедно със Стамен Белчев и Стефан Генов. През 2019 г. влиза в щаба на Любослав Пенев в ЦСКА (София). На 4 юли 2020 г. влиза в щаба на Стамен Белчев, при повторното му завръщане начело на ЦСКА (София). На 26 октомври 2020 е назначен за временен старши треньор на ЦСКА (София), след напускането на Стамен Белчев. След идването на Бруно Акрапович, става негов заместник. На 9 юни 2021 г. е назначен за старши треньор на Ботев (Враца). Води отбора до 22 март 2022 г. На 17 април 2024 г. става треньор на ОФК Беласица( Петрич ). 